# Edgardo Barrueto Reeves
Edgardo Alejandro Barrueto Reeve (Arauco, 22 de abril de 1907 - Santiago; 12 de octubre de 2005) fue un excarabinero, agricultor y político chileno de derecha.
Se desempeñó como diputado durante dos períodos consecutivos entre 1949-1953 y 1953-1957. Posteriormente fue senador entre 1957 y 1965.
Luego de terminar su periodo senatorial, fue designado como embajador de Chile en Costa Rica por el presidente Eduardo Frei Montalva.

## Primeros años de vida
Nació en Arauco, fue hijo de Bernardo Barrueto Molinet y Adriana del Carmen Reeves Mendoza, tío suyo fue el político Darío Barrueto Molinet y primo de Héctor Barrueto. Era el abuelo materno del ex diputado (1990-2006) e intendente de la Región Metropolitana (2006-2007); Víctor Barrueto.
Realizó sus estudios secundarios en el Seminario de Concepción. Posteriormente, ingresó a la Escuela de Carabineros, de la cual fue Oficial, hasta 1936, año en que se retiró para dedicarse a la agricultura.
Se casó con María Luisa Fauré Silva y en segundo matrimonio, con Inés Martínez Martínez; tuvo siete hijos.
Explotó el fundo El Hualli San Luis, ubicado en la localidad de Cajón, Temuco; se dedicó al rubro de lechería y siembras especialmente.
Fue miembro de la Sociedad de Fomento Agrícola (SOFO), y de la Cooperativa Lechera, ambas de Temuco.

### Membresía
Fue miembro de la Sociedad de Fuerzas de Orden en Retiro; del Club Social de Temuco y otras instituciones deportivas y de beneficencia.

## Trayectoria política
Inició sus actividades políticas al ser electo regidor por la comuna de Temuco y, luego, alcalde subrogante (s) por un año, de la misma comuna.
En 1949 se presentó como candidato a diputado Agrario independiente, en la lista del Partido Liberal Progresista (PLP), por la Vigesimoprimera Agrupación Departamental, correspondiente a las comunas de Temuco, Lautaro, Imperial, Pitrufquén y Villarica, por el período 1949-1953; resultó elegido, y participó en la Comisión Permanente de Agricultura y Colonización; y en la Comisión Especial del Campesinado.
En las elecciones parlamentarias de 1953 fue reelecto diputado, por la misma Agrupación Departamental, por el período 1953-1957; continuó integrando la Comisión Permanente de Agricultura y Colonización.
En el año 1957 se incorporó al Partido Agrario Laborista (PAL), al que pertenecía, cuando fue candidato a senador. Y resultó elegido, por la Octava Agrupación Provincial; Bío-Bío, Malleco y Cautín, para el período 1957-1965. Integró la Comisión Permanente de Obras Públicas y en el segundo período de su gestión senatorial, integró la Comisión Permanente de Minería.
Fue también miembro de la Comisión Especial de Crédito de Mecanización Agraria y del Comité parlamentario del PAL (1958).
Posteriormente, renunció al Partido Agrario Laborista (PAL), y en 1962 se inscribió en el Partido Liberal (PL).
En 1965, meses posteriores a su retiro del Senado, fue designado por Eduardo Frei Montalva como embajador de Chile en la República de Costa Rica, cumpliendo hasta 1967.
Falleció en Santiago, el 12 de octubre de 2005, a la edad de 98 años.